# Scuderia Automovilistica Milan
Scuderia Automovilistica Milan je nekdanje italijansko dirkaško moštvo iz Milana, ki je nastopalo na dirkah za Veliko nagrado med sezonama 1946 in 1949, ustanovljeno je bilo januarja 1946. Z dirkalniki Maserati 6CM in 4CL so skupno nastopili na osemindvajsetih dirkah, na katerih so dosegli dve zmagi in še pet uvrstitev na stopničke. Za moštvo so dirkali Henri Louveau, Raymond Sommer, Louis Chiron, Dorino Serafini in Nello Pagani, ki je dosegel obe zmagi. Predsednik Scuderie je bil Arnaldo Mazzucchelli, tehnični direktor dr. Mario Speluzzi, športna direktorja pa brata Emilio in Arialdo Ruggeri.

## Stopničke
| Sezona | Dirka                      | Dirkač        | Dirkalnik    | Uvr. | Poročilo |
| ------ | -------------------------- | ------------- | ------------ | ---- | -------- |
| 1946   | Velika nagrada Foreza      | Henri Louveau | Maserati 4CL | 2.   | Poročilo |
| 1946   | Velika nagrada Roussillona | Henri Louveau | Maserati 4CL | 2.   | Poročilo |
| 1946   | Velika nagrada Albija      | Henri Louveau | Maserati 4CL | 2.   | Poročilo |
| 1947   | Grand Prix de Pau          | Nello Pagani  | Maserati 4CL | 1.   | Poročilo |
| 1947   | Grand Prix de Pau          | Henri Louveau | Maserati 4CL | 3.   | Poročilo |
| 1947   | Jersey Road Race           | Louis Chiron  | Maserati 4CL | 2.   | Poročilo |
| 1948   | Grand Prix de Pau          | Nello Pagani  | Maserati 4CL | 1.   | Poročilo |